# Nico Thomas
Nicholas Thomas (ur. 10 czerwca 1966 r. w Ambon) – indonezyjski bokser, były mistrz świata IBF w kategorii słomkowej.

## Młodość / kariera amatorska
Nico Thomas urodził się 10 czerwca 1966 r. w indonezyjskim mieście Ambon. Jest jednym z 16 dzieci Julianusa Thomasa i Heleny Thomas. W młodości był szkolony przez swojego starszego brata, Charlesa Thomasa, który był w czasach amatorskich mistrzem Indonezji. Jako amator był w 1985 r. srebrnym medalistą igrzysk południowo-wschodniej Azji w wadze do 45. kilogramów.

## Kariera zawodowa
Jako zawodowiec zadebiutował 3 listopada 1986 r., pokonując na punkty Kida Manguniego. Do końca 1988 r. stoczył jeszcze 13 walk, z których 6 wygrał, 6 przegrał i 1 zremisował. W tym czasie jego przeciwnikami byli m.in. przyszły mistrz świata WBC w wadze słomkowej, Napa Kiatwanchai i były mistrz świata IBF, Lee Kyung-yung. Thomas przegrał obie walki, a 26 października 1988 r. zdobył mistrzostwo Indonezji w wadze słomkowej, pokonując Nanę Suhanę.
24 marca 1989 r. zmierzył się z Tajem Samuthem Sithnaruepolem, a stawką walki było mistrzostwo świata IBF w wadze słomkowej. Walka odbyła się w Dżakarcie, a po 12. rundach został ogłoszony remis, przy czym Sithnaruepol obronił tytuł. 17 czerwca doszło do rewanżu. Pojedynek również odbył się w Dżakarcie, a jednogłośnie na punkty (115-111, 119-108, 115-111) zwyciężył Thomas, zostając drugim w historii indonezyjskim mistrzem świata. 21 września przystąpił do pierwszej obrony mistrzostwa, mając za rywala niepokonanego Erica Chaveza. Thomas utracił tytuł, przegrywając przez nokaut w 5. rundzie. Do czasu zakończenia walki, Thomas prowadził na kartach punktowych (39-37, 38-37, 37-39).
Po utracie tytułu, Thomas w 1990 r. stoczył 2 pojedynki, które przegrał. 16 marca pokonał go przez poddanie w 7. rundzie, Filipińczyk Domingo Lucas, a 29 marca przegrał przez nokaut w 2. rundzie z Alą Villamorem. Po wygraniu 3 kolejnych pojedynków, Thomas otrzymał kolejną szansę walki o mistrzostwo świata w wadze słomkowej. 14 marca 1993 r. zmierzył się z Tajem Ratanapolem Sor Vorapinem. Vorapin zwyciężył przez nokaut w 7. rundzie, broniąc tytuł po raz pierwszy. Po porażce w walce o tytuł mistrzowski, Thomas stoczył jeszcze kilkadziesiąt pojedynków, zdobywając m.in. mistrzostwo Indonezji i pas OPBF. Ostatnią walkę stoczył 15 kwietnia 2006 r., przegrywając w 1. rundzie przez nokaut z Japończykiem Yasutaką Kurokim. Po zakończeniu kariery osiadł w Dżakarcie, gdzie również jest trenerem boksu.